# ماریتا ژوکوفسکا
ماریتا ژوکوفسکا (لهستانی: Marieta Żukowska؛ زادهٔ ۱ ژوئیه ۱۹۸۲) بازیگر اهل لهستان است.
از فیلم‌ها یا مجموعه‌های تلویزیونی که وی در آن‌ها نقش داشته‌است، می‌توان به خانواده کوالسکی در برابر خانواده کوالسکی، فرصت دوباره، بوتاکس،مایکا، لندنی‌ها، قانون حقیقی، در خوشی و سختی، رنگ‌های خوشبختی، هتل ۵۲، عشق اول و ع چون عشق اشاره نمود.